# Praça Mauá
Praça Mauá é uma praça situada no bairro do Centro, na Zona Central do Rio de Janeiro. Com uma área de cerca de 25 mil m², integra a Orla Conde, um passeio público que margeia a Baía de Guanabara.
A praça foi inaugurada no início do século XX, tendo sido reinaugurada em 6 de setembro de 2015 após ser revitalizada. A revitalização da praça foi feita no âmbito do Porto Maravilha, uma operação urbana que visa revitalizar a Zona Portuária do Rio de Janeiro.
A Praça Mauá marca o início da Avenida Rio Branco e também do Porto do Rio de Janeiro, dado que a numeração dos armazéns se inicia na praça. O centro da praça é ocupado pela estátua de Irineu Evangelista de Sousa, o Barão de Mauá, pioneiro em várias áreas da economia do Brasil. Barão de Mauá, que também dá nome à praça, foi responsável pela construção da Estrada de Ferro Mauá e pela criação do Banco do Brasil, dentre outras realizações. Colocada sobre uma coluna, a escultura é obra do escultor Rodolfo Bernardelli e foi inaugurada em 1910 por iniciativa do Clube de Engenharia.

## História

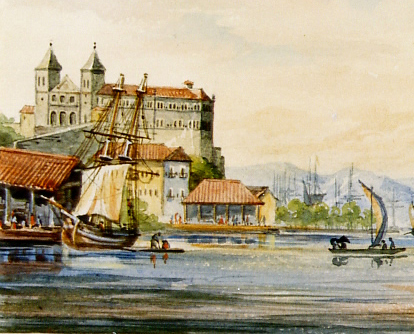
Pintura ilustrando a região da Prainha em 1841; ao fundo, o Mosteiro de São Bento.

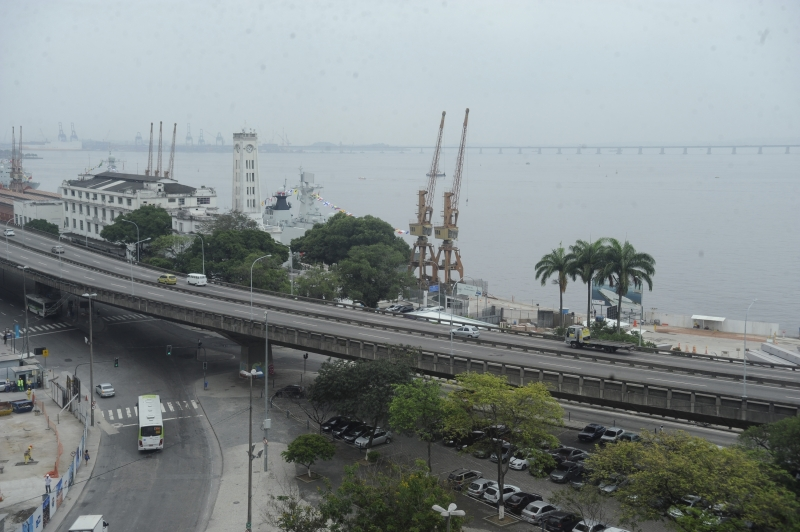
Elevado da Perimetral sobre a Praça Mauá, em 2013.

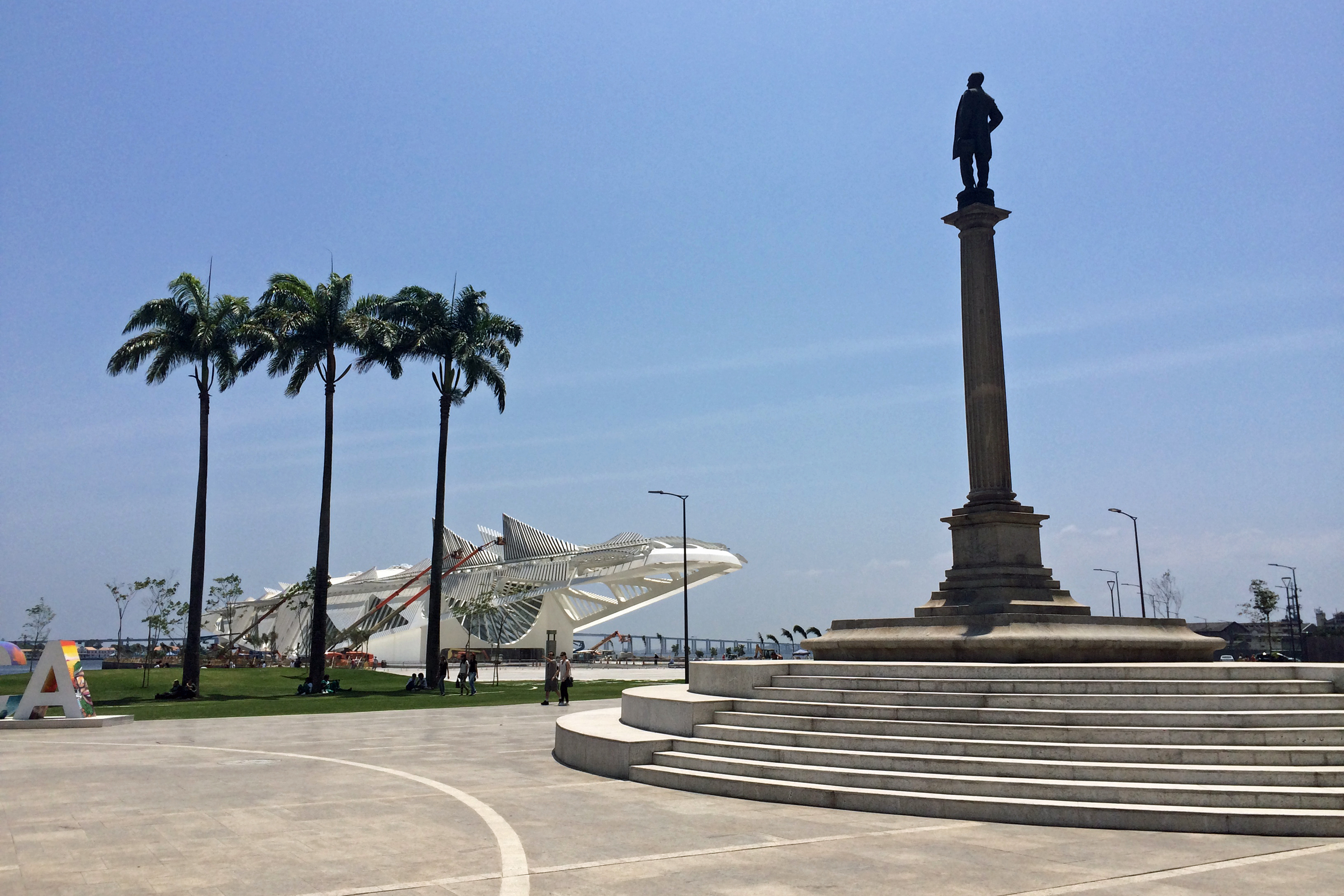
A Praça Mauá após ser revitalizada pelo Porto Maravilha, em 2016.

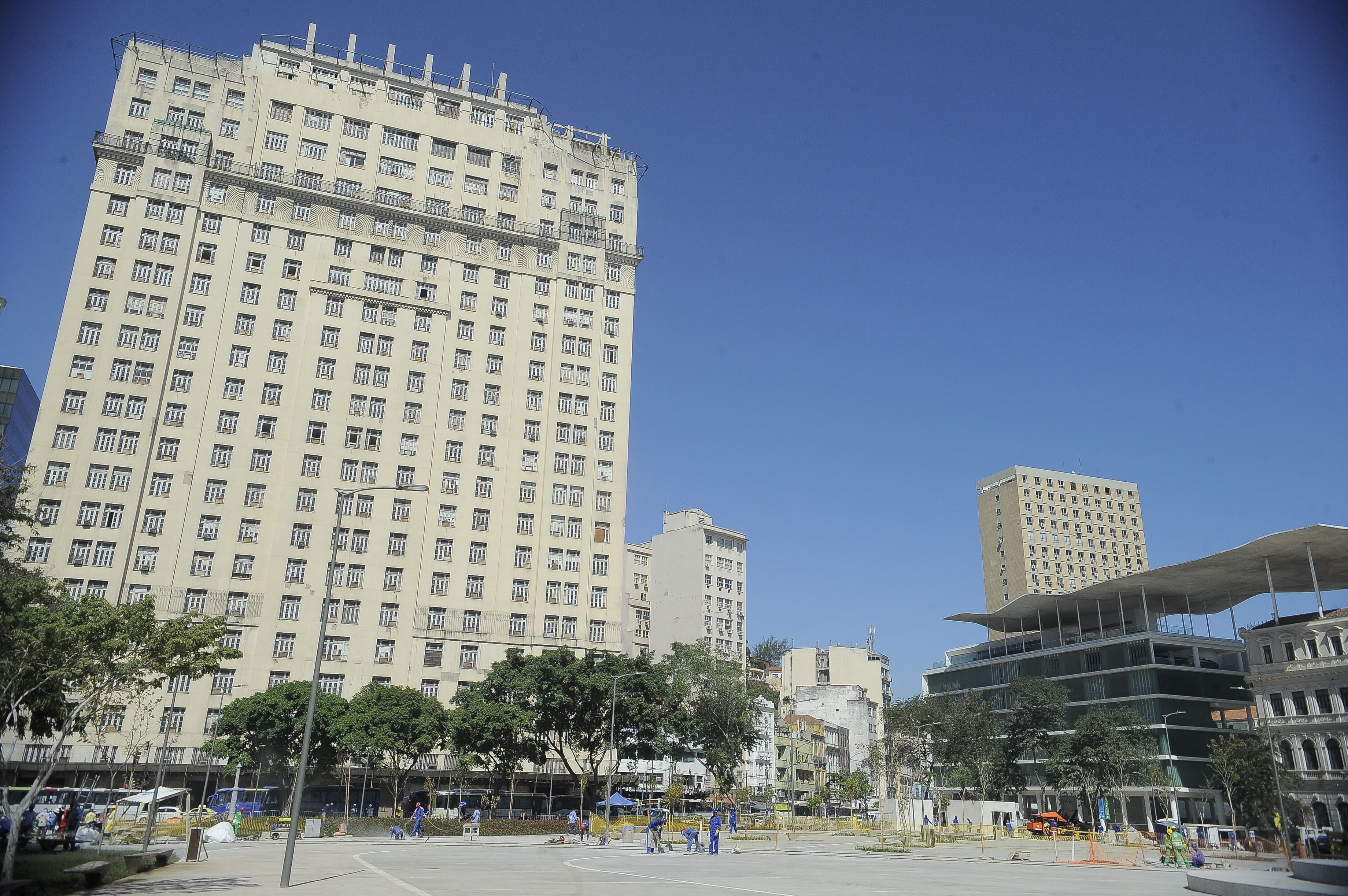
Edifício Joseph Gire, antiga sede do jornal "A Noite".

### Século XIX
Nos primórdios da colonização, a Prainha, como era conhecido o local onde hoje é a praça, era o entorno de uma pequena praia. No século XIX, o lugar tornou-se conhecido como Praça da Prainha. Em 1871, a Câmara Municipal renomeou a praça como Largo 28 de Setembro, data da promulgação da Lei do Ventre Livre, porém o lugar continuou a ser popularmente conhecido pelo nome anterior.

### Século XX
A Praça Mauá foi construída devido à necessidade de um novo cais mais estruturado a fim de receber embarcações em virtude do crescimento das atividades comerciais na cidade no início do século XX. A praça foi inaugurada em 1910, após seis anos de obras, substituindo o antigo Largo da Prainha. A Praça Mauá foi assim chamada para homenagear o Barão de Mauá, que naquela época já era visconde. Como símbolo da homenagem, foi erguido, em 1910, no centro da praça, um monumento com 8,5 metros de altura com uma estátua de Irineu, de autoria do escultor Rodolfo Bernadelli. Por estar localizada próxima ao local de desembarque de navios de passageiros e de marinha mercante, a região desenvolveu várias atividades comerciais ligadas ao turismo e ao câmbio, incluindo bares e boates de prostituição.
Em 1930, foi finalizada a construção do edifício do jornal "A Noite" (chamado hoje Edifício Joseph Gire) em frente à praça, atualmente um marco da arquitetura em concreto armado no Brasil. O autor do projeto Art Déco foi Joseph Gire, arquiteto francês também responsável pelo hotel Copacabana Palace e pela sede do Palácio Laranjeiras. O edifício tem 22 andares e foi um dos primeiros a marcar a tendência verticalista da arquitetura da cidade, seguindo o modelo de grandes cidades dos Estados Unidos e afastando-se de modelos europeus. O edifício, entre 1936 e 2012, foi sede da Rádio Nacional do Rio de Janeiro.
Entre as décadas de 1950 e 1970, foi construído sobre a praça o Elevado da Perimetral, que tinha por função facilitar o escoamento do tráfego entre a Zona Sul e outras regiões do Rio de Janeiro. O viaduto acarretou na desvalorização urbana de toda a região.
Na década de 1990, um edifício com arquitetura pós-moderna, o Edifício Rio Branco 1 (RB1), foi construído em frente à praça. O RB1, inspirado nos edifícios pós-modernos construídos em cidades como Nova Iorque e Houston, é hoje um moderno e sofisticado centro empresarial.

### Século XXI
No dia 20 de abril de 2014, um trecho de 300 metros do Elevado da Perimetral que passava sobre a praça foi implodido. A operação foi feita com 250 kg de explosivos, gerando 10 mil toneladas de concreto. O material caiu sobre areia e pneus colocados sob o viaduto.
Por intermédio da operação urbana Porto Maravilha, a praça passou por obras de reurbanização entre 2014 e 2015. A Praça Mauá foi reaberta no dia 6 de setembro de 2015 após quatro anos fechada, recebendo no dia uma extensa programação gratuita de eventos culturais.
No dia 5 de junho de 2016, entrou em operação o VLT Carioca, uma nova opção de mobilidade pela Zona Central da cidade. Como parte do sistema, foi inaugurada também a Parada dos Museus, situada em frente ao Museu de Arte do Rio. Os trilhos por onde passam as composições do VLT cruzam a praça.

## Pontos de interesse

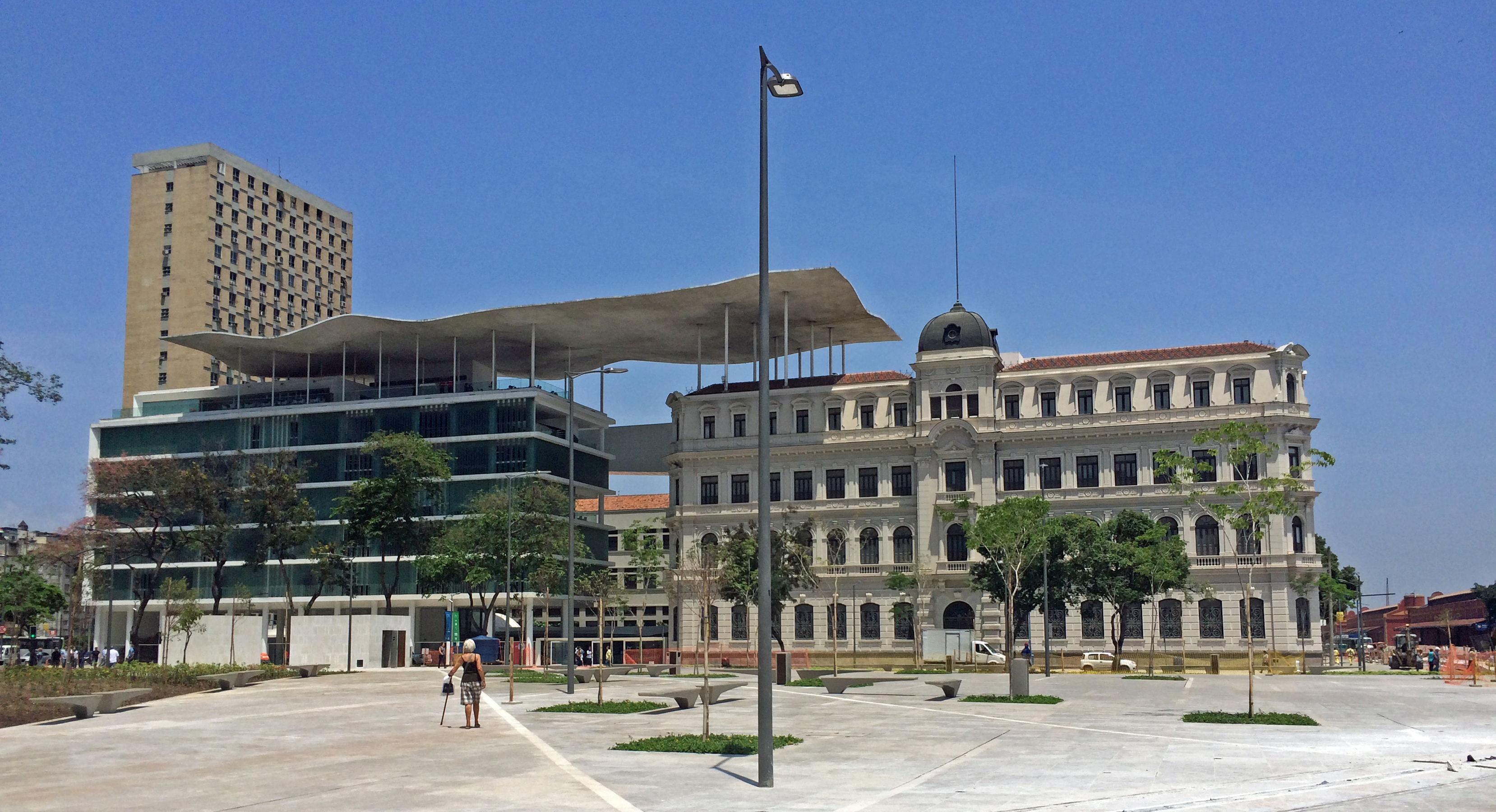
Museu de Arte do Rio (MAR)

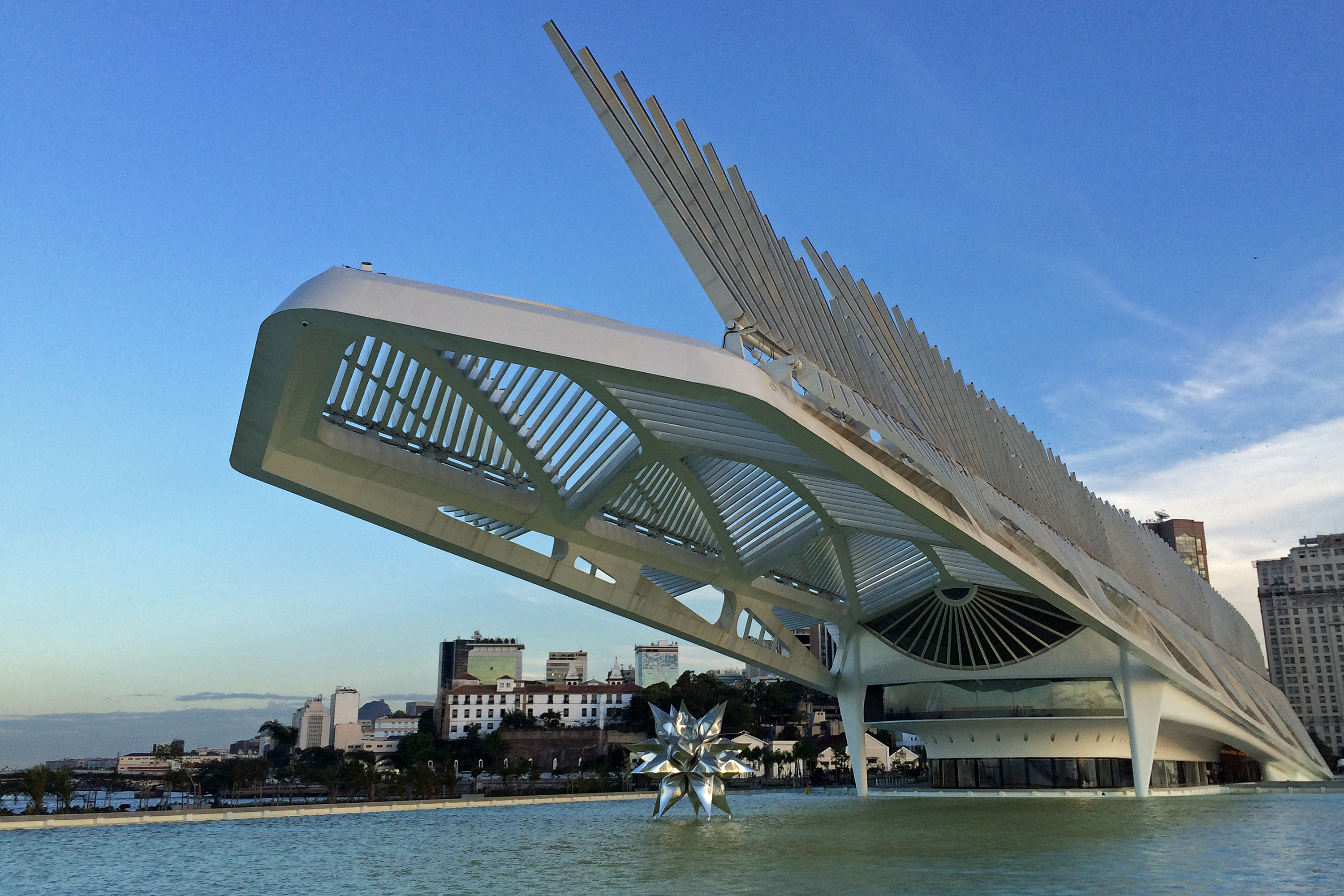
Museu do Amanhã.

Os seguintes pontos de interesse situam-se nas redondezas da Praça Mauá:
- 1.º Distrito Naval - Instituído em 1933, tem como propósito contribuir para o cumprimento das tarefas de responsabilidade da Marinha do Brasil na sua área de jurisdição, no caso os estados do Espírito Santo e do Rio de Janeiro, além de parte de Minas Gerais.
- Edifício Joseph Gire - Inaugurado no fim da década de 1920, foi o primeiro edifício em concreto armado do Brasil. Com 22 andares e 102 metros de altura, foi sede do jornal A Noite, da Rádio Nacional e do Instituto Nacional da Propriedade Industrial (INPI).
- Edifício Rio Branco 1 (RB1) - Também conhecido como Centro Empresarial Internacional Rio, o RB1 é um moderno e sofisticado centro empresarial. O edifício, de 33 andares, conta com subsolo, térreo, sobreloja, 9 pavimentos de garagem, centro de convenções, 18 pavimentos de escritórios, pavimento mecânico e cobertura.[11]
- Museu de Arte do Rio (MAR) - O MAR é composto por dois prédios de perfis heterogêneos e interligados: o Palacete Dom João VI, inaugurado em 1916 a fim de abrigar a Inspetoria de Portos; e um prédio modernista, da década de 1940, que já funcionou como delegacia, hospital e terminal rodoviário.[12]
- Museu do Amanhã - Situado no Píer Mauá, área adjacente à praça, o Museu do Amanhã é um dos marcos da revitalização da praça. Projetado pelo arquiteto espanhol Santiago Calatrava, o museu é o símbolo mais eloquente da revitalização da Zona Portuária do Rio de Janeiro.[13]
- Parada dos Museus - Inaugurada em 2016, é uma das paradas da Linha 1 do VLT Carioca.
- Píer Mauá - Inaugurado em 1953, é o local onde está erguido o Museu do Amanhã.
- Superintendência Regional da Polícia Federal - É a superintendência regional da Polícia Federal do estado do Rio de Janeiro. Nela, existe um setor responsável pela realização das atribuições das diretorias que compõem a instituição.